# میشائل سیموئز دومینگز
میشائل سیموئز دومینگز(به پرتغالی: Michael Simões Domingues) (متولد ۸ مارچ ۱۹۹۱) بازیکن فوتبال اهل پرتغال است که با نام میکا (به انگلیسی: Mika) نیز شناخته می‌شود و در پست دروازه‌بان برای اتلتیکو پرتغال بازی می‌کند.